# Villa María, Mexiko
Villa María, även Ejido Villa María är en ort i Mexiko, tillhörande Cuautitlán kommun i delstaten Mexiko. Villa María ligger i den centrala delen av landet och tillhör Mexico Citys storstadsområde. Orten hade 138 invånare vid folkmätningen 2010.